# クワンゴ州
クワンゴ州(クワンゴしゅう、フランス語：Kwango Province)は、コンゴ民主共和国南西部の州。
州都はケンゲ。
2005年の人口は199万4036人。
アンゴラとの国境を成す、カサイ川支流のクワンゴ川が州名の由来である。

## 隣接州
- 北：クウィル州
- 東：カサイ州
- 南：北ルンダ州
- 南西：マランジェ州、ウイジェ州
- 西：コンゴ中央州
- 北西：キンシャサ

## 主要都市
- ケンゲ：4万1612人(州都)(2009年)[2]
- カソンゴ・ルンダ（英語版）：2万3820人(2012年)
- カヘンバ（英語版）：1万8061人
- フェシ（英語版）
- ポポカバカ（英語版）
- ルサンガ（英語版）

## 歴史
1962年、クワンゴ州が設置された。
1966年、バンドゥンドゥ州の一部になった。
2015年7月18日、再び州になった。